# Microsoft Visual SourceSafe
Microsoft Visual SourceSafe (también conocido por sus siglas VSS) es una herramienta de Control de versiones que forma parte de Microsoft Visual Studio aunque está siendo sustituido por Visual Studio Team Foundation Server.

## Historia y descripción
SourceSafe fue creado por la compañía americana One Tree Software a principios de los años noventa. Su primera versión fue la 3.1 coincidiendo con el mismo número de versión del sistema operativo Windows. Microsoft adquirió los derechos sobre SourceSafe que era un programa de 16 bits y lo liberó en 1995 como un programa de 32 bits, con la versión 4.0
SourceSafe es un sistema basado en un equipo anfitrión a diferencia de la mayoría de los programas de control de versiones que son basados en Cliente-Servidor donde el repositorio de control de cambios reside en el equipo servidor y los clientes toman de allí la última versión para modificarla y posteriormente ingresarla con las modificaciones realizadas.
Como en todos los programas de control de versiones, se basa en obtener una copia de trabajo ("check-out" o "desproteger"), realizar cambios sobre la copia y reingresarla al repositorio.
Para lograr el acceso compartido al repositorio, VSS emplea el protocolo de archivos compartidos SMB lo cual crea algunos inconvenientes (ver Desventajas, más adelante).

## Ventajas
Para las personas que desarrollan programas en el sistema operativo Windows, resulta una herramienta útil ya que se integra fuertemente con el entorno de desarrollo integrado o IDE de Visual Studio permitiendo un manejo relativamente simple de versiones sobre una computadora individual y en equipos de trabajo relativamente pequeños.

## Desventajas
- La principal desventaja de Visual SourceSafe reside en el método de acceso a los archivos compartidos que constituyen su repositorio mediante el protocolo SMB que no impide que estos sean manipulados de manera externa al producto por cualquier persona que tenga acceso al mismo, provocando corrupción de datos. Este mismo tipo de acceso a archivos compartidos provoca que en equipos de trabajo grandes, el acceso concurrente pueda ser particularmente lento.

- El SourceSafe es configurable, permitiendo que un solo programador modifique el código fuente (recomendado) o que lo hagan varios. Las herramientas de gestión de diferencias para reunificar el código fuente modificado por varios programadores no son demasiado buenas comparadas con las de otros gestores de código fuente.

- El SourceSafe es inestable cuando se suben ficheros binarios de gran tamaño, ya que espera solo ficheros de texto. Así que no es útil para almacenar documentación, solo código fuente.